# Battaglia di Minorca
La battaglia di Minorca fu uno scontro navale tra forze francesi e inglesi che avvenne il 20 maggio 1756 nei pressi dell'isola di Minorca, nel mar Mediterraneo, al tempo base navale inglese sotto assedio. Fu la prima battaglia navale della Guerra dei sette anni nel teatro europeo del conflitto ed avvenne poco tempo dopo l'entrata formale in guerra della Gran Bretagna contro i Borbone. Sebbene lo scontro non abbia avuto un esito conclusivo è considerato una vittoria strategica dei francesi, malgrado questi abbiano abbandonato il campo di battaglia per primi. Infatti la decisione dello squadrone inglese, eccessivamente provato dallo scontro, di ritirarsi a Gibilterra portò presto alla caduta della strategica isola di Minorca.
Il fallimento da parte dell'Ammiraglio John Byng nel rompere l'assedio all'ultima guarnigione inglese dell'isola lo portò davanti alla corte marziale e all'esecuzione per "non aver fatto del suo meglio". La discutibile sentenza venne ricordata da Voltaire nel suo Candide con la frase Dans ce pays-ci, il est bon de tuer de temps en temps un amiral pour encourager les autres ("in questo paese è cosa saggia uccidere un ammiraglio ogni tanto per incoraggiare tutti gli altri").

## Contesto

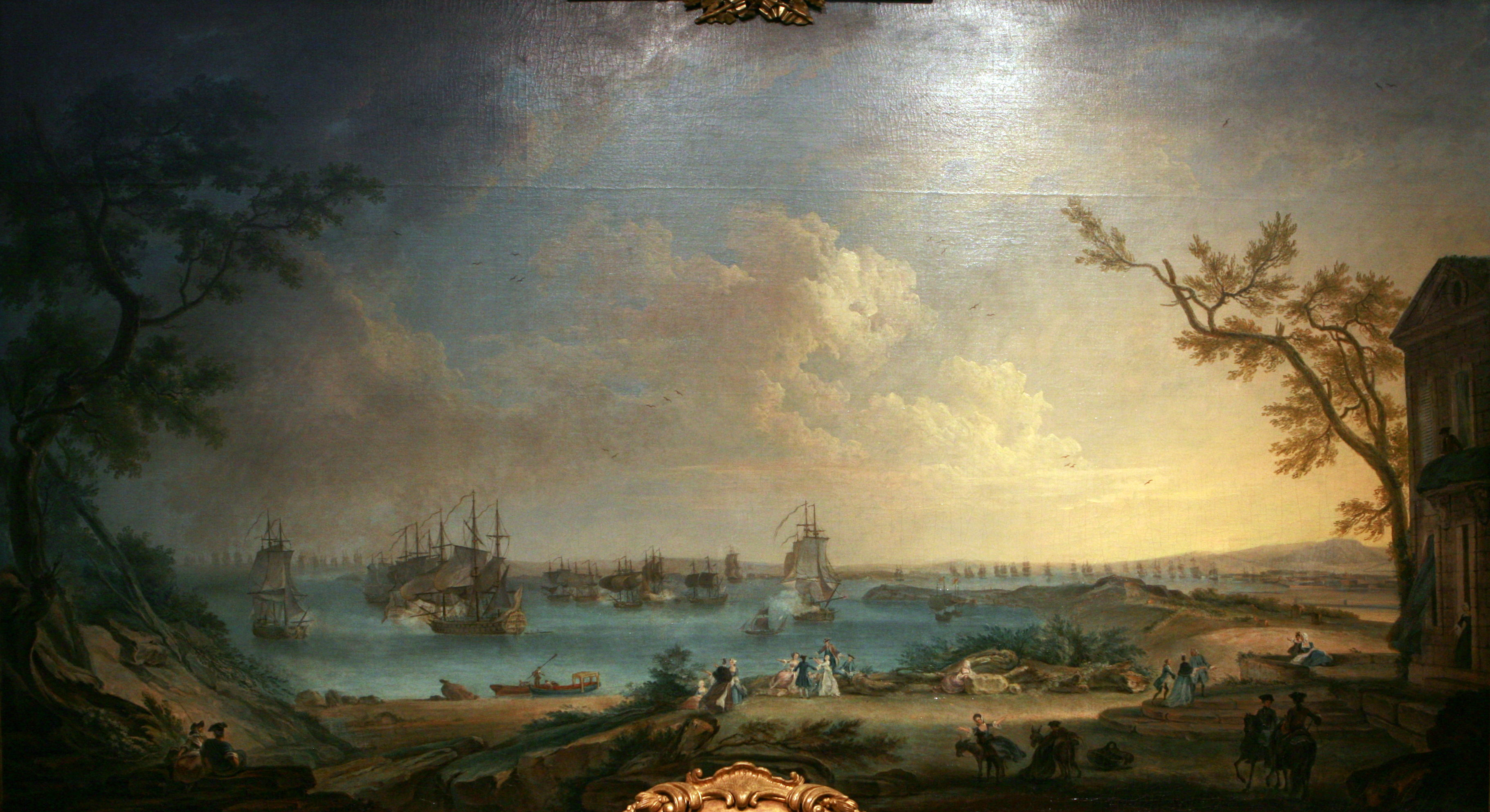
La partenza dello squadrone francese (10 aprile 1756) per l'attacco contro Port Mahon. Nicolas Ozanne, (1728 - 1811)

Minorca era caduta sotto il controllo britannico durante la guerra di successione spagnola nel 1708. Le ostilità tra Gran Bretagna e Francia erano già iniziate nel 1754 nelle colonie del Nuovo Mondo, con la cosiddetta "guerra franco-indiana". Lo svolgimento iniziale del conflitto, ancora non dichiarato formalmente, si dimostrò favorevole ai francesi, tanto che il governo inglese temeva addirittura che i francesi pianificassero un'invasione delle isole britanniche e si comportava con estrema cautela.
I francesi avevano da tempo aumentato la pressione sui possedimenti inglesi del Mediterraneo. L'attacco a Minorca, lungamente atteso, costrinse il governo inglese ad agire, seppure in ritardo, e portò alla formale dichiarazione di guerra. Uno squadrone di 10 vascelli venne destinato alla difesa dell'isola, sotto il comando di John Byng (al tempo vice-Ammiraglio ma rapidamente promosso ad Ammiraglio per l'occasione). Malgrado fosse chiara la forza della flotta francese, con base a Tolone, le navi assegnate a Byng si trovavano in condizioni precarie ed erano sottoequipaggiate.

## Preludio
Lo squadrone di Byng incontrò il brutto tempo e ci mise ventisei giorni per raggiungere Gibilterra dalla madrepatria. Qui venne rinforzato dalle sole tre navi di piccola stazza sfuggite all'assedio. Il governatore della rocca si rifiutò di fornire Byng di truppe di terra per rinforzare la guarnigione di Minorca.
Quando lo squadrone raggiunse i pressi di Minorca il 19 maggio, trovò l'isola già quasi tutta in mano francese e la resistenza limitata al solo forte St. Philip a Mahón, che era sotto assedio. Nel pomeriggio uno squadrone francese di 12 vascelli e 5 fregate raggiunse quello inglese, impegnato nel soccorso della guarnigione, e le due flotte si posizionarono per la battaglia che avrebbe avuto inizio la mattina del giorno successivo.

## Battaglia
Byng dispose le sue 12 navi di maggior stazza in una singola linea di combattimento, secondo le usanze del tempo, a fronteggiare i 12 vascelli francesi, e si approcciò alla testa della linea francese con il vantaggio di trovarsi sopravento. Le scarse capacità di comunicazione degli ordini del tempo causarono confusione e ritardi nelle manovre di affiancamento alle navi francesi, che avrebbero dovuto essere più rapide per non soffrire della maggior capacità di fuoco francese.
Fu così che i vascelli inglesi in avanguardia si trovarono sotto il pesante fuoco francese, mentre la coda della linea, compresa la nave ammiraglia di Byng, non riuscì a portarsi a distanza di fuoco utile in tempo. Durante lo scontro Byng non brillò, affidandosi eccessivamente alle manovre standard di combattimento. Non ci furono affondamenti né da una parte né dall'altra, ma le navi inglesi risultarono maggiormente danneggiate. I comandanti anziani inglesi presenti, riunitisi in concilio di guerra, stabilirono che non c'erano possibilità di sconfiggere in modo definitivo la flotta francese o di aiutare la guarnigione, per cui l'ammiraglio Byng diede l'ordine di ritornare a Gibilterra.

## Conseguenze

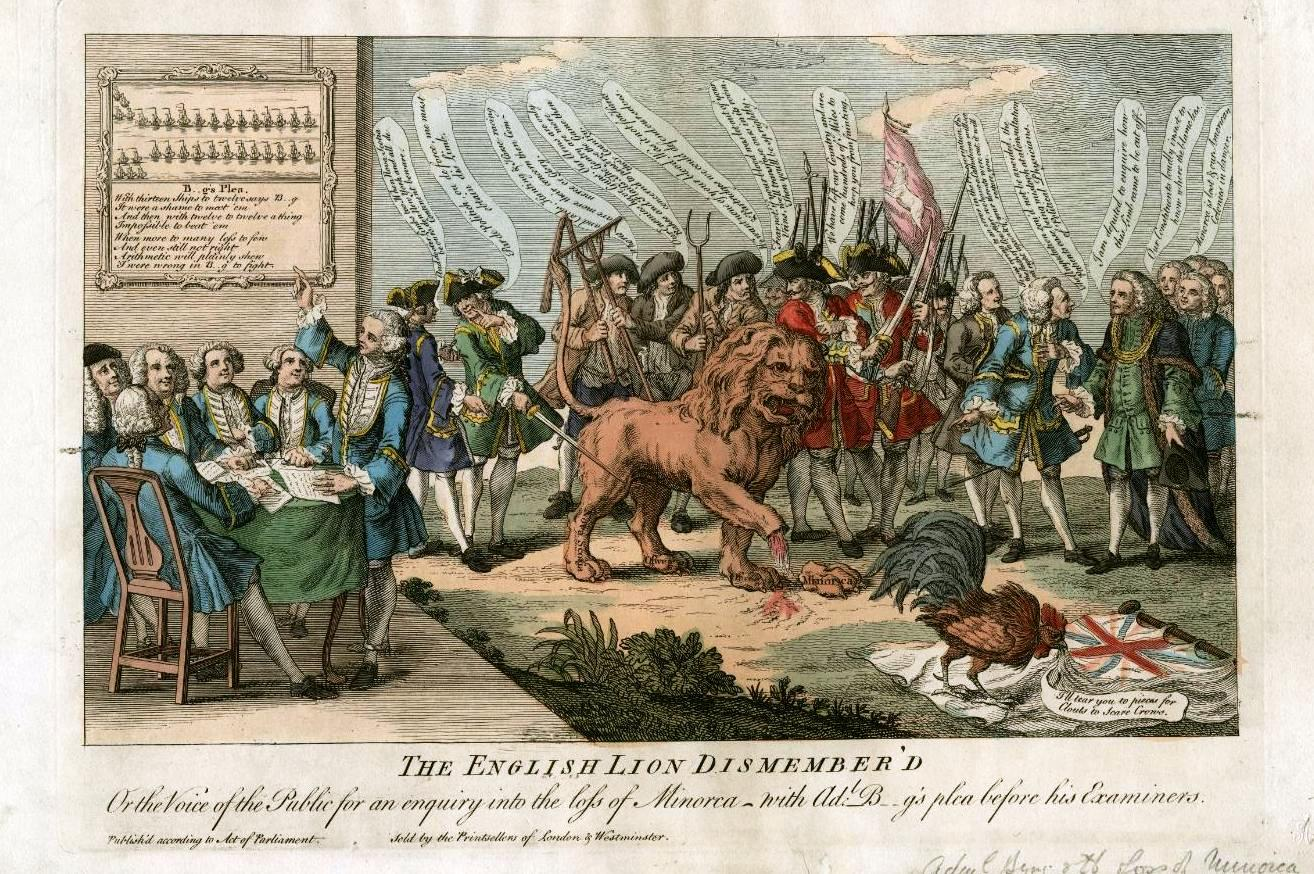
Il leone inglese mozzato vignetta inglese che commenta la cattura francese di Minorca.

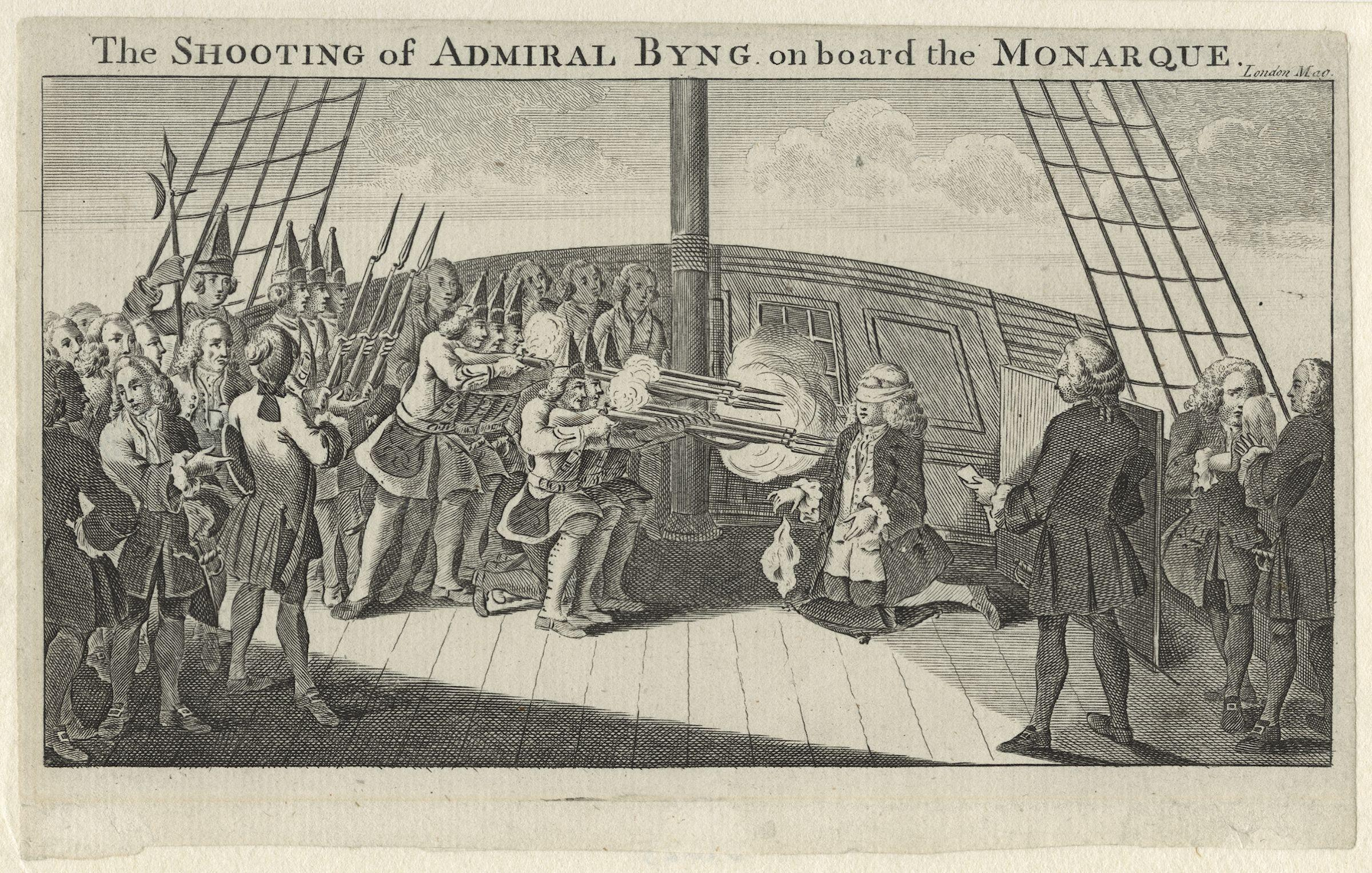
La fucilazione dell'Ammiraglio Byng sulla HMS Monarch, di artista ignoto.

Essenzialmente la battaglia si concluse in parità, ma il fallimento della missione di Byng gli attirò critiche pesantissime. L'Ammiragliato, forse ansioso di coprire le proprie colpe in merito alla scadente preparazione dell'impresa, accusò il comandante di violazione dei regolamenti militari per non aver fatto tutto ciò che poteva per eseguire gli ordini affidatigli ed aiutare la guarnigione. Byng fu sottoposto a corte marziale, giudicato colpevole e condannato a morte. Fu fucilato il 14 marzo 1757 sul cassero della HMS Monarch a Portsmouth.
Malgrado William Pitt fosse impaziente di riprendere l'isola, non venne organizzata alcuna spedizione in tutto il corso della guerra. Fu restituita agli inglesi con il Trattato di Parigi, in cambio delle Antille francesi e di Belle Île.

## Ordine di battaglia
Secondo il piazzamento sulla linea di combattimento (per nome ed equipaggio)
Gran Bretagna (Ammiraglio John Byng)
1. HMS Defiance, 60
2. HMS Portland, 50
3. HMS Lancaster, 66
4. HMS Buckingham, 68/70 (viceammiraglia, contrammiraglio Temple West)
5. HMS Captain, 64
6. HMS Intrepid, 64
7. HMS Swiftsure, 64
8. HMS Princess Louisa, 60
9. HMS Trident, 64
10. HMS Ramillies, 90 (ammiraglia)
11. HMS Culloden, 74
12. HMS Kingston, 60

ed altre sei, incluse l'HMS Deptford (48/50) e HMS Dolphin (22)
Francia (Marchese de la Galissonnière)
1. Orphée, 64 (capitano di vascello Pierre Antoine de Raymondis d'Éoux)
2. Hippopotame, 50
3. Redoutable, 74
4. Sage, 64 (comandata da Durevest)
5. Guerrier, 74
6. Fier, 50 (comandata da d'Herville)
7. Le Foudroyant, 80 (ammiraglia)
8. Téméraire, 74
9. Content, 64
10. Lion, 64
11. La Couronne, 74
12. Triton, 64 (comandata da Mercier)

e 5 fregate.

## Curiosità
- La HMS Dolphin divenne la prima nave a circumnavigare il globo due volte, sotto il comando di John Byron prima e Samuel Wallis poi.
- Arthur Phillip, che partecipò come Aspirante guardiamarina diciottenne, nel 1787 guidò la Prima Flotta inglese alla volta di Botany Bay, dove nel 1788 fondò Sydney, colonia penale e primo insediamento europeo in Australia.